# Mateo Busquets Ferrer
Mateo Busquets Ferrer (Palma de Mallorca, Baleares, 31 de octubre de 1993) es un árbitro de fútbol español de la Primera División de España.  

## Trayectoria
Pertenece al Comité de Árbitros de las Islas Baleares. Debutó en el fútbol profesional en Segunda División el 20 de agosto de 2022 en el encuentro entre el Albacete Balompié y el Burgos C. F. de la segunda jornada, que se saldó con un empate sin goles y en el que dictó cuatro amonestaciones y una expulsión. Esa temporada arbitró un total de 24 encuentros entre la liga regular, la Copa del Rey y la promoción de ascenso a Primera con un total de 121 tarjetas amarillas, seis dobles amarillas, siete rojas y seis penaltis señalados.
Sus actuaciones en la que fue su primera temporada como árbitro profesional llevó a la Real Federación Española de Fútbol a determinar su ascenso a Primera División, impartiendo justicia por primera vez en esta categoría el 3 de septiembre de 2023, en el partido entre el Girona F. C. y la U. D. Las Palmas de la cuarta jornada, que finalizó con victoria local por 1–0 y en el que mostró seis cartulinas amarillas.

## Temporadas
| Categoría        | País   | Año       | Partidos |
| ---------------- | ------ | --------- | -------- |
| Segunda División | España | 2022-2023 | 24       |
| Primera División | España | 2023-Act. | 62       |